# テレーズの罪
『テレーズの罪』（テレーズのつみ、Thérèse Desqueyroux）は2012年のフランスのドラマ映画。
監督はクロード・ミレール、出演はオドレイ・トトゥとジル・ルルーシュなど。
ノーベル賞作家フランソワ・モーリアックの代表作でフランスのカトリック文学史上の不朽の名作とされる小説『テレーズ・デスケルウ』を映画化した作品である。
日本では2013年6月に開催されたフランス映画祭2013で『テレーズ・デスケルウ』の邦題で上映された後、2015年にWOWOWで『テレーズの罪』の邦題で放送された。

## ストーリー
1920年代のフランス・ランド県で地主の娘テレーズは親同士が決めた政略結婚で同じ地主のデスケルウ家に嫁ぐ。当初は愛のない結婚に疑問を持つこともなかったテレーズだったが、義理の妹で親友でもあるアンヌの身分違いの恋を目にする等するうちに、古臭い価値観に縛られたデスケルウ家での生活に次第に息苦しさを感じるようになる。そして夫ベルナールが心臓の薬としてヒ素を少量飲んでいたことから、医師の処方箋を偽造して購入したヒ素をベルナールに分からないように大量に飲ませてヒ素中毒にしてしまう。不審に思った医師らによってテレーズがベルナールにヒ素を飲ませていたことが明らかになり、テレーズは処方箋偽造の罪で告訴される。家名を重んじるデスケルウ家とテレーズの実家によって告訴は取り下げられ、ベルナールはテレーズとの夫婦関係が円満であると対外的に見せかけることにするが、テレーズは娘との面会を禁じられ、粗末な部屋に幽閉される。月日が経ち、気力を失ってやつれ果てたテレーズの無惨な姿を見たベルナールは、良家に嫁ぐことになった妹アンヌの結婚式が終わったら、テレーズを自由にすることを約束する。こうしてパリに移り住んだテレーズは健康を取り戻す。ベルナールは改めてテレーズに何故自分にヒ素を盛ったのかを尋ねるが、テレーズはその理由をどんな言葉で説明しても嘘が交じってしまうとして明言を避ける。そして赦しを請うテレーズをベルナールは赦し、娘と会うことも認める。

## キャスト
- テレーズ・デスケルウ: オドレイ・トトゥ - 地主の娘。
- ベルナール・デスケルウ: ジル・ルルーシュ - テレーズの夫。デスケルウ家当主。
- アンヌ: アナイス・ドゥムースティエ - ベルナールの妹でテレーズの親友。
- ベルナールの母: カトリーヌ・アルディティ（フランス語版）
- クララ伯母さん: イザベル・サドヤン（フランス語版）
- ジャン・アゼヴェド: スタンリー・ウェバー（フランス語版） - アンヌの恋人。
- ラローク氏: フランシス・ペラン（フランス語版） - テレーズの父。
- テレーズの弁護士: イヴ・ジャック（フランス語版）
- テレーズの少女期: アルバ・ガイア・クラゲード・ベルージ（フランス語版）

## 作品の評価
Rotten Tomatoesによれば、59件の評論のうち、51%にあたる30件が高く評価しており、平均して10点満点中5.5点を得ている。
Metacriticによれば、15件の評論のうち、高評価は3件、賛否混在は12件、低評価はなく、平均して100点満点中49点を得ている。
アロシネによれば、フランスの17のメディアによる評価の平均は5点満点中3.4点である。